# Khyree Jackson
Khyree Jackson (Upper Marlboro, Maryland; 11 de agosto de 1999-Prince George County, Maryland; 6 de julio de 2024) fue un jugador estadounidense de fútbol americano que jugó en la posición de cornerback con los Minnesota Vikings.

## Carrera deportiva
A nivel universitario jugó para Fort Scott Greyhounds, Alabama Crimson Tide y Oregon Ducks aunque su intención era jugar en la NBA 2K League. Con Alabama jugó de titular en la final nacional de 2021 en la derrota ante Georgia Bulldogs, antes de ser suspendido por el entrenador Nick Saban.
Jackson sería transferido a los Oregon Ducks, con el que fue cornerback titular. Por su desempeño, Jackson fue seleccionado al primer equipo All Pac-12 de 2023.
Posteriormente Jackson fue seleccionado por los Minnesota Vikings en la posición 108 global en la cuarta ronda del Draft de la NFL de 2024.

## Muerte
Jackson viajaba junto a dos excompañeros de equipo de preparatoria cuando murió en un accidente de tráfico en Prince George's County, Maryland el 6 de julio de 2024 cuando el otro conductor intentó pasar de lado a alta velocidad y pegó en el lado donde Jackson viajaba como pasajero.